# Nam Tầm
Nam Tầm (chữ Hán phồn thể: 南潯區, chữ Hán giản thể: 南浔区, âm Hán Việt: Nam Tầm khu) là một quận thuộc địa cấp thị Hồ Châu, tỉnh Chiết Giang, Cộng hòa Nhân dân Trung Hoa. Quận này có diện tích 716 km², dân số 510.000 người. Mã số bưu chính của Nam Tầm là 313009. Chính quyền nhân dân quận đóng ở trấn Nam Tầm. Về mặt hành chính, quận Nam Tầmđược chia thành 9 trấn, 1 khu phát triển cấp huyện (Khu đầu tư Hoa kiều cấp quốc gia).
- Trấn: Nam Tầm, Luyện Thị, Song Lâm, Thiện Liễn, Cựu Quán, Lăng Hồ, Hòa Phù, Thiên Kim, Thạch Tông.